# Zamczysko (Melsztyn)

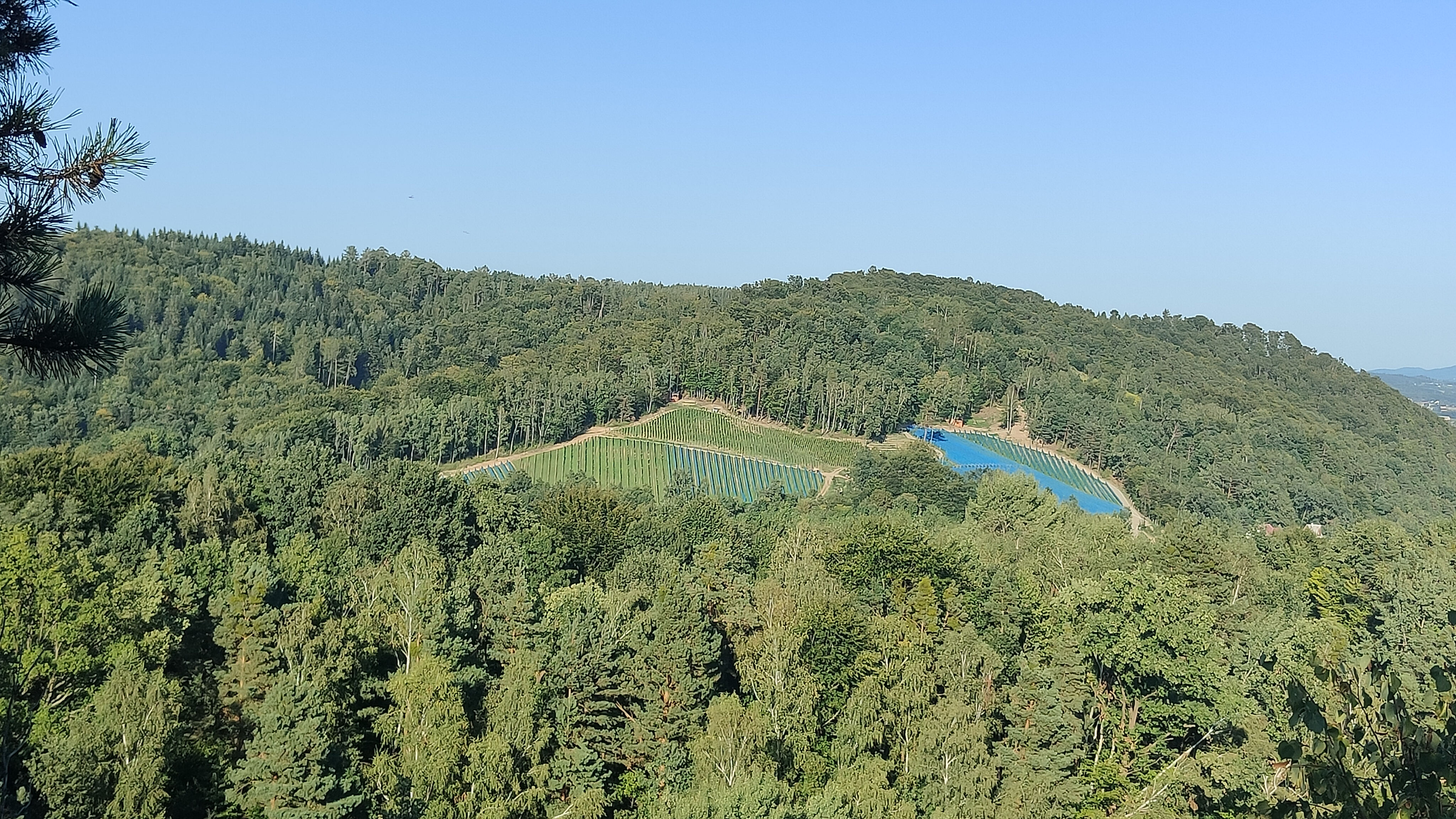
Widok na wierzchołek środkowy ze strony zachodniej (ruiny zamku w Melsztynie).

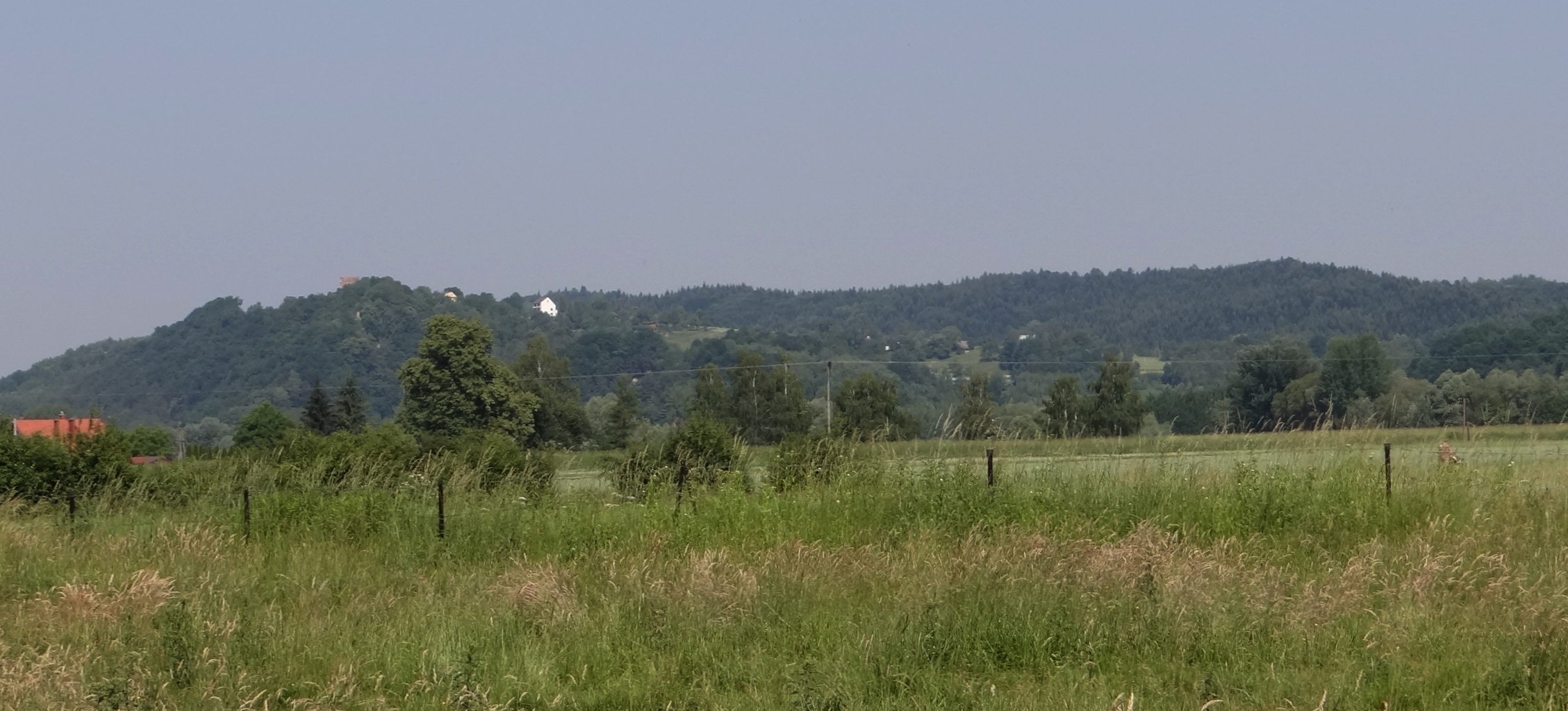
Widok z Zakliczyna

Zamczysko (339 m) – wzniesienie na lewym brzegu Dunajca pomiędzy miejscowościami Melsztyn i Zawada Lanckorońska. Znajduje się na Pogórzu Wiśnickim.
Ma trzy wierzchołki, najwyższy jest środkowy (339 m). Jest w większości porośnięte lasem. Południowe stoki opadają do Dunajca, zachodnie i północne do doliny potoku Wieleń i jego dopływu, wschodnie do doliny bezimiennego potoku.
Na wierzchołku zachodnim znajdują się ruiny Zamku w Melsztynie, a w skarpie npo ich wschodniej stronie Jaskinia Zamkowa. U południowych, opadających do Dunajca podnóży Zamczyska znajduje się niewielka jaskinia Melsztyńska Dziura.